# Fény Gyermekei Magyar Esszénus Egyház
A Fény Gyermekei Magyar Esszénus Egyház a new age-t a kereszténységgel kombináló szinkretikus típusú szekta.

## Hitelvek
2001-ben alakult keresztény közösség, melyhez vallástól, felekezeti hovatartozástól, életkortól függetlenül bárki csatlakozhat, aki elfogadja az egyház eszméjét.
Az egyház hitének alapja az angyalokkal való, feltétel nélküli együttműködés, kommunikáció, hasonlóan a Jézus idejében élő esszénusokhoz. Feladatának tekinti a feledésbe merült esszénus kultúra és tudás felelevenítését, hogy azt az emberiség javára fordíthassa.
Hitvallásuk, hogy minden ember ugyanannak az Istennek a teremtménye. Mindannyian Isten gyermekei vagyunk és az emberiség nagy családjába tartozunk. „Minden és mindenki egy” - egy az eredetünk és egy a célunk: visszatérni az összes lélekkel Istenhez.
Hisznek Égi Atyánkban és Föld Anyánkban és angyalaikban, és az isteni gondviselésben. Hisznek Jézusban, Máriában, akik maguk is esszénusok voltak.
Úgy vallják, hogy semmi sem történik véletlenül, mert bármi is történjen, az azért van, hogy fejlődjünk általa.
Hiszik, hogy minden, ami él, közelebb áll Istenhez, mint az írások, dogmák, melyek élettelenek, számukra a hit örömteli és szeretetteljes lehet. Számukra fontos az egyén szabadsága, és hogy ezt megélje, megélhesse.
Az esszénus gondolkodás szerint,   templomuk maga a test.  Imáikban megszólítják Égi Atyánkat és Föld Anyánkat is, mert hiszik, hogy e két energia együttes hatására lesz harmónia az Univerzumban. Az egyház papjai – nők és férfiak – a család és a mindennapi munka mellett vállalják, hogy spirituális tudásukat az emberek javára fordítják. Nem közvetítők Isten és ember között, hanem segítők.